# Oxandra venezuelana
Oxandra venezuelana är en kirimojaväxtart som beskrevs av Robert Elias Fries. Oxandra venezuelana ingår i släktet Oxandra och familjen kirimojaväxter. Inga underarter finns listade i Catalogue of Life.